# Fèdim (poeta)
Fèdim (en llatí Phaedimus, en grec Φαίδιμος) va ser un poeta epigramàtic grec nadiu segons unes fonts de Bisante a Macedònia i segons altres de Cromma a Paflagònia. Va viure en una època anterior a Meleagre, ja que apareix a la seva Garlanda.
Quatre dels seus epigrames figuren a l'Antologia grega. Un dels seus epigrames es troba també a l'Antologia palatina i a l'Antologia de Planudes. Probablement va escriure un poema titulat Heracleia (ἐν πρώτω Ἡρακλείας), que esmenta Ateneu de Naucratis i en reprodueix una línia.